# Bureau voor intellectuele eigendom van de Europese Unie
Het Bureau voor intellectuele eigendom van de Europese Unie (EUIPO) is een agentschap van de Europese Unie, opgericht in 1984 en gevestigd in Alicante (Spanje). Het Bureau voor de Harmonisatie van de interne markt (merken, tekeningen en modellen) (BHIM) is de oorspronkelijke naam van het bureau.
Het bureau is belast met de registratie van uniemerken (voorheen: gemeenschapsmerken) en gemeenschapsmodellen. Daarnaast zijn zij beheerder van de verweesde werken databank en de databank voor werken die niet langer in de handel zijn.